# Nicki Parrott
Nicki Parrott (* 1970 in Newcastle, New South Wales) ist eine australische Musikerin (Gesang, Kontrabass, Komposition) im Spektrum von Modern bis Mainstream Jazz. 

## Leben und Wirken
Parrott lernte zunächst Flöte und Piano. Um in der Band ihrer Schwester Lisa mitspielen zu können, wechselte sie zum Kontrabass. Sie studierte am New South Wales Conservatorium of Music in Sydney. Danach ging sie auf Tourneen und nahm Unterricht bei Ray Brown und John Clayton. 1994 erhielt sie ein Stipendium des Arts Council of Australia, um in New York City bei Rufus Reid zu studieren. 2000 wirkte sie bei den Sessions von Les Paul im Jazzclub Iridium mit. Paul förderte ihre gesangliche Entwicklung; so trat sie in den folgenden Jahren mit Broadway-Ensembles auf, u. a. in Avenue Q, You’re a Good Man Charlie Brown, Imaginary Friends, Summer of ’42 und Jekyll and Hyde.
Sie legte außerdem eine Reihe von Alben unter eigenem Namen vor; auf ihrem 2007 in New York entstandenen Album Moon River spielte sie u. a. mit Billy Drummond und Harry Allen. Auf ihren Alben spielt sie ein Programm aus Jazzstandards wie Jitterbug Waltz, Come Rain or Come Shine oder Moon River, klassischen Stücken von Chopin und Schumann sowie Eigenkompositionen wie The Awabakal Suite. Sie wirkte auch bei Aufnahmen von Johnny Frigo (DNA Exposed!, 2002), Kenny Davern (Dialogues, 2005) Antti Sarpila, Bill Allred (The New York Sessions, 2010) und Johnny Varro mit.